# سباسیک اسید
سباسیک اسید (به انگلیسی: Sebacic acid) با فرمول شیمیایی C۱۰H۱۸O۴ یک دی کربوکسیلیک اسید است. که جرم مولی آن ۲۰۲٫۲۵ g/mol می‌باشد. 